# Крупа (Волынская область)
Крупа (укр. Крупа) — село в Подгайцевской сельской общине Луцкого района Волынской области Украины.
Рядом с ним проходит Геодезическая линия Струве.
Код КОАТУУ — 0722884802. Население по переписи 2001 года составляет 913 человек. Почтовый индекс — 45604. Телефонный код — 332. Занимает площадь 3,294 км².